# شانجيلا
دي.جاي بيرس (بالإنجليزية: D.J Pierce)‏ (ولد في 22 نوفمبر 1981) المعروف بإسمه المسرحي شانجيلا لاكويفا وادلي، هو دراق كوين أمريكي وشخصية تلفزيونية معروفة من برنامج الواقع روبول دراق ريس. كانت شانجيلا أول متسابقه تم إقصاؤها في الموسم الثاني، وعادت كمفاجئة في الموسم الثالث من البرنامج لتحل في المركز السادس. عادت للمرة الثالثه في الموسم الثالث من روبول دراق ريس: أول ستارز حيث حلت في المركز الثالث / الرابع جنباً إلى جنب مع بيبي زاهارا بينيت. كما قدمت شانجيلا العديد من المشاركات التلفزيونية وتؤدي بانتظام في جميع أنحاء الولايات المتحدة وكندا.

## حياته
نشأ بيرس في باريس، تكساس وهو الطفل الوحيد لأم في الجيش الأمريكي التي سافرت كثيرًا لعملها. وقد تم تربيته من قبل عائلة كبيرة، اهتم به على وجه الخصوص جده الذي كان يعمل في مزارع الخنازير والماشية. كان بيرس أحد المشجعين في المدرسة الثانوية وبدأ بارتداء ملابس الدراق لمشاريعه في فصول اللغة الإنجليزية.
بيرس هو مثلي الجنس علناً ، وهو من أصل أفريقي أمريكي من جانب والدته وأصل سعودي من جانب والده.
اليسا إدواردز المتسابقة في روبول دراق ريس الموسم الخامس هي الـ "Drag Mother" لشانجيلا.

## حياته الفنية
البداية
بدأت شانجيلا في يناير 2009. كان بيرس قد صمم رقصة لثلاث أشخاص على أنغام أغنية "Single Ladies" في حدث خيري في لوس أنجلوس، وعندما لم يحضر أحد الراقصين المشاركين في الرقصة طلب منه الآخران ملء الفراغ. كان صاحب النادي معجباً بأداء شانجيلا وعرض عليها حجزها للأسبوع التالي. في عام 2010 توجت شانجيلا بلقب أفضل فنان ترفيهي في ولاية كاليفورنيا وحل بالمركز الثاني تشاد مايكلز.
روبول دراق ريس

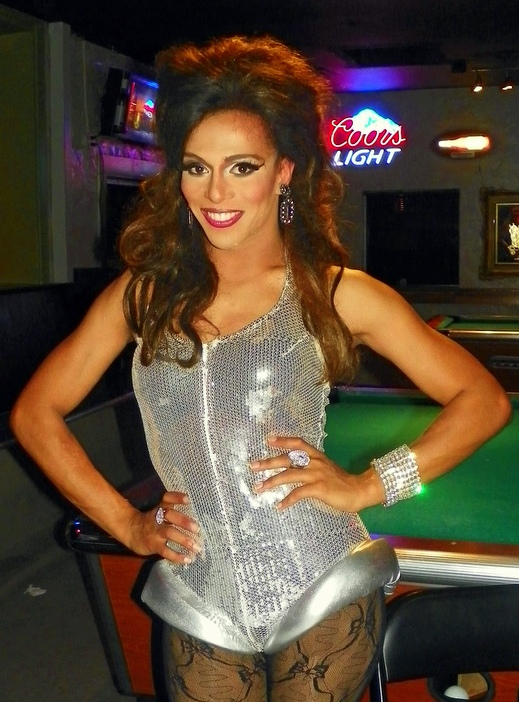
شانجيلا عام 2011

بعد خمسة أشهر من اداءها في لوس أنجلوس، تم اختيار شانجيلا للانضمام إلى الموسم الثاني من روبول دراق ريس، ولكن تم إستبعادها في الحلقة الأولى بسبب قلة خبرتها وعدم قدرتها على الخياطة. في وقت لاحق قدمت اختبارها وتمت دعوتها مرة أخرى للموسم الثالث حيث وصلت إلى المراكز الخمسة الأولى (على الرغم من أنها احتلت المركز السادس بسبب عودة كارمن كاريرا في حلقة لاحقة).
تنافست شانجيلا أيضاً في الموسم الثالث من روبول دراق ريس: أول ستارز مما جعلها أول دراق كوين تنافست في ثلاثة مواسم منفصلة من البرنامج. وصلت إلى نهاية الموسم وكانت تعتبر المرشحة الأولى للتتويج ولكن تم إستبعادها من قبل لجنة الحكام المكونة من المتنافسات الاتي تم إستبعادهن قبل النهائي بشكل مثير للجدل بعد حصولها على صوت واحد فقط من ثورجي ثور. بعد ذلك تعادلت في المركز الثالث / الرابع مع الفائزة في الموسم الأول بيبي زاهارا بينيت.
مشاركات أفلام وبرامج تلفزيونية أخرى
ظهرت شانجيلا في برنامج الواقع Toddlers & Tiaras ، حيث درب ابنته البالغة من العمر 9 سنوات للتنافس في مسابقة ملكة الجمال. ومن المشاركات الأخرى Glee ، Bones ، Community Terriers ، Dance Moms ، 2 Broke Girls ، Detroit 187 و The Mentalist ، بالإضافة إلى إعلان تجاري لأوربيتز مع زميلاتها من روبول دراق ريس مانيلا لوزون وكارمن كاريرا. شانجيلا وغيرها من المتسابقات في روبول دراق ريس بما في ذلك تريكسي ماتيل وتامي براون ومانيلا لوزون ظهرن في حملة إدارة الغذاء والدواء ضد التدخين.
كان لشانجيلا دورًا خارج الدراق في فيلم قصير وهو Body of a Barbie والذي تم بثه على BET وكان أحد المتأهلين للتصفيات النهائية في Top 7 على سلسلة Lens on Talent الخاصة بالشبكة.
في عام 2013 ظهرت شانجيلا في إعلان لـ Facebook Home.
كان لشانجيلا دور في الفيلم الكوميدي Hurricane Bianca في عام 2016 من إخراج مات كوجيلمان ومشاركة زميلاتها من روبول دراق ريس ويلام بيلي وبطولة الفائزة في الموسم السادس من روبول دراق ريس بيانكا ديل ريو. عادت في تكملة الفيلم عام 2018 في فيلم إعصار بيانكا2: من روسيا مع الكراهية.
في عام 2018 كان بيرس المعلق للولايات المتحدة في مسابقة الأغنية الأوروبية التي عقدت في لشبونة، البرتغال مع روس ماثيوز لقناة Logo Tv.
الموسيقى
في 23 أغسطس 2011 أصدرت شانجيلا أول أغنية لها "Call Me Laquifa" وهي متاحة للشراء عبر iTunes وغيرها من مواقع الموسيقى التجارية. تم إصدار أغنيتها الثانية "Werqin 'Girl" في 7 أغسطس 2012. يظهر الفيديو الموسيقي لـ "Werqin' Girl" آبي لي ميلر، جينيفر لويس، أحد أعضاء المساعدين في روبول دراق ريس جايسون كارتر والدرق كوين جارا صوفيا. في 15 مارس 2018 يوم نهائيات روبول دراق ريس: أول ستارز الموسم الثالث أصدرت شانجيلا أغنية جديدة بعنوان "Pay Me".
في عام 2013 ظهرت شانجيلا في الفيديو الموسيقي "Gone With the Wind Fabulous" لـ كينيا مور. في عام 2018 ظهرت على كل من الأغنية والفيديو الموسيقي لـ Doll Hairs وهي أغنية من إصدار تودريك هول كجزء من ألبومه المرئي Forbidden.
مشاريع أخرى
تشتهر شانجيلا بشعارها "Halleloo"، والذي اعتبرته صحيفة لوس أنجلوس تايمز أحد «أفضل 10 مصطلحات تعلمناها من تلفزيون الواقع لعام 2010». شخصية شانجيلا الكوميدية لاكويفا دخلت الأضواء خلال الحلقة الثامنة من الموسم الثالث من روبول دراق ريس والتي فازت فيها بتحدي "Ru Ha Ha". منذ أن كانت في روبول دراق ريس قامت شانجيلا بأداء عروض ستاند أب كوميدي في شخصية لاكويفا. قدمت شانجيلا عرضًا في عرض كوينز أوف كوميديا إلى جانب أساطير مثل ليدي باني وجاكي بيت وكوكو بيرو ، بالإضافة إلى جولة وورك العالمية إلى جانب العديد من متسابقي روبول دراق ريس.

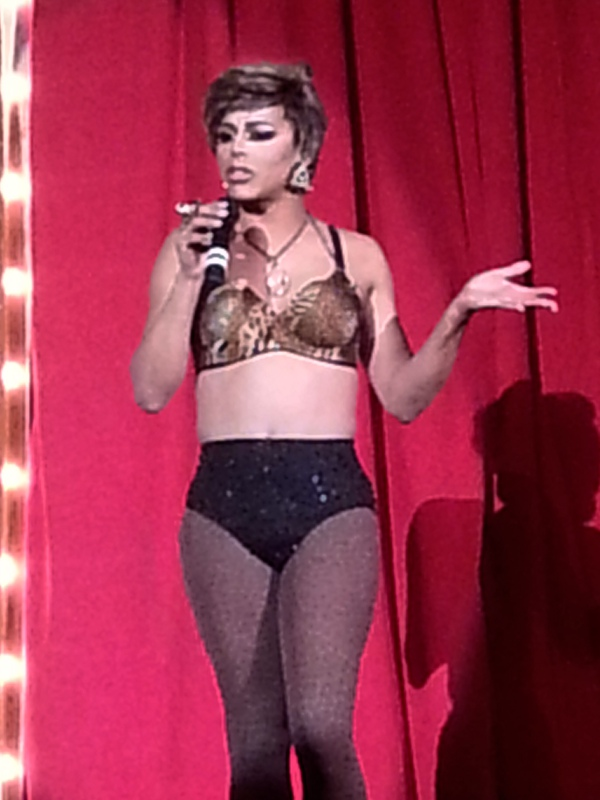
شانجيلا تقدم في عرض كوينز أوف كوميديا

اعتبرت مجلة out شانجيلا واحدة من «أكثر الناس المحببين في 2011».
كما ان بيرس ناشط في التوعية لمرض الإيدز. بعد أن ظهر في إعلان Gilead للعلوم بعنوان "Red Ribbon Runway" مع زملائه من روبول دراق ريس كارمن كاريرا، مانيلا لوزون، ديلتا وورك، وأليكسيز ماتيو وتم بيع الفستان الذي كان يرتديه بالمزاد العلني من قبل قناة Logo Tv في ذكرى اليوم العالمي للإيدز. تم التبرع بعائدات من المزاد إلى الرابطة الوطنية للأشخاص المصابين بالإيدز. في 21 فبراير 2018 دفعت شركة ديزني رسوم لشانجيلا لتعلن عن فيلم "A Wrinkle In Time" على حسابها الشخصي في إنستغرام.

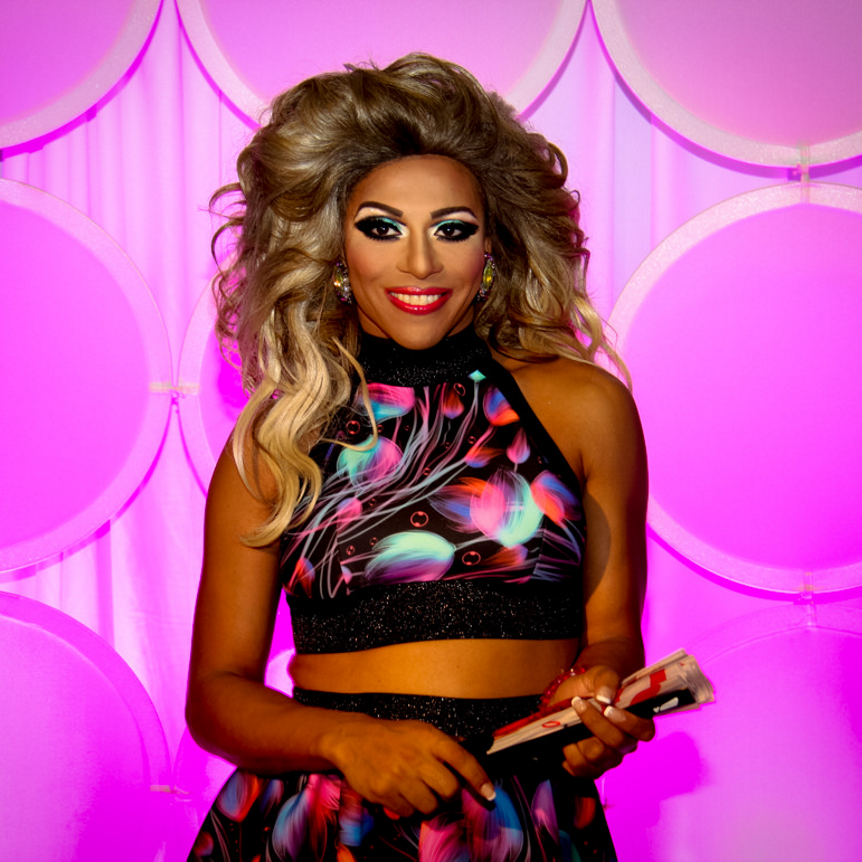
شانجيلا في دراق كون ابريل عام 2017

## روابط خارجية
- شانجيلا على موقع IMDb (الإنجليزية)
- شانجيلا على موقع ميتاكريتيك (الإنجليزية)
- شانجيلا على موقع روتن توميتوز (الإنجليزية)
- شانجيلا على موقع ميوزك برينز (الإنجليزية)
- شانجيلا على موقع أول موفي (الإنجليزية)
- شانجيلا على موقع قاعدة بيانات الفيلم (الإنجليزية)
- شانجيلا على موقع كينوبويسك (الروسية)